# جيمس إي. همفريز
جيمس إي. همفريز (بالإنجليزية: James E. Humphreys)‏ هو رياضياتي أمريكي، ولد في 1939 في إيري في الولايات المتحدة.